# Там на горі, на Маківці
Там на горі, на Маківці — українська стрілецька пісня, присвячена боям на горі Маківці в квітні 1915 року. Відомо безліч варіантів куплетів цієї пісні, назва пісні це перший рядок в найбільш поширеному варіанті. Пісня популярна і в наші дні, вивчається в шкільній програмі України, виконується багатьма вокально-інструментальними ансамблями. Включена в пісенники «За волю України», «Стрілецькі пісні» і «Відлуння лісу». Історія пісні була досліджена в 1990-і роки українськими історіографами.

## Історичні відомості
Бої за Маківку — епізод Першої світової війни, наступальна операція місцевого значення Російської імператорської армії навесні 1915 року на Карпато-Галицькій ділянці фронту, метою якою було заволодіння панівною висотою — горою Маківкою. У боях брав участь легіон Українських січових стрільців (УСС). Бої за Маківку навесні 1915 року мали велике стратегічне значення для всього театру війни на Карпатсько-Галицькому напрямку, перемога Українського легіону на горі Маківці над російськими військами, що мали чисельну перевагу, не дозволила російським військам охопити правий фланг німецької Південної армії, подолати Карпатські хребти на напрямку Стрий — Мукачево та вийти в долину для наступу на Будапешт та Відень.
Пісня, присвячена героїчному бою, була написана бійцями УСС.

## Опис
Пісня складається з декількох куплетів-двовіршів, між якими виконується приспів. Найбільш поширений варіант приспіву:

Хлопці, підемо, боротися будемо

За Україну, за рівні права, державу!

Хлопці, підемо, боротися будемо

За Україну, за рівні права!

Самі куплети ж існують в безлічі варіантів. Перший куплет, як правило, загальний для всіх варіантів пісні:

Там на горі, на Маківці,

Там ся били січовії стрільці.

Зустрічається варіант другого рядка: «Йдуть до бою січовії стрільці».

### Варіанти тексту
Текст, записаний в 1957 році зі слів жителів села Кимир Львівської області.

Там на горі, на Маківці,

Там ся били січовії стрільці.

Наші хлопці добре б’ються,

Йдуть до бою, ще й сміються.

Наша сотня вже готова,

Від’їжджає до Кийова.

Як на фіри посідали,

То вже собі заспівали.

Є в Кийові злота брама,

На ній висить синьо-жовта фана.

Є у Львові усусуси,

Україна бути мусить.

Україна — наша мати,

Як здобудем, будем мати.

Варіант, записаний в 2000 році в селі Микуличин:

Ой на горі, на Маківці,

А там бились січовії стрільці.

Хлопці, підемо боротися за славу,

За Україну, за рідні права, державу.

Хлопці, підемо боротися за славу,

За Україну, за рідні права.

До потягу посідали

А й так собі заспівали.

До потягу посідали,

До Києва приїхали.

А в Києві злота брама,

На ній висить синьо-жовта фана.

А в Києві бій великий,

Б’ється з нами ворог дикий.

Б’ються, б’ються, не здаються,

Йдуть до бою ще й сміються.

У селі Володимирці Львівської області дослідниками в 1992 році був записаний варіант тексту, що описує бій під Крутами, що відбувся в 1918 році в околицях Києва:

Ой на горі сніг біліє,

А там їдуть стрільці січовії.

Хлопці, підемо боротися за славу,

За Україну, за рідні права, державу.

Хлопці, підемо боротися за славу,

За Україну, за рідні права.

Перша сотня вже готова,

Від’їжджає до Кийова.

До вагонів посідали

І так собі заспівали:

А в Києві злота брама,

А в тій брамі синьо-жовта фана.

А в Києві бій великий,

Б’ється з нами ворог дикий.

Наші хлопці не здаються,

Йдуть до бою ще й сміються.

Варіант, записаний в селі Ісаків (Івано-Франківська область) зі слів місцевих жителів:

Там на горі, на Маківці,

Там ся били січовії стрільці.

Хлопці, підемо, браття, за славу,

За Україну, за рівні права, державу.

Хлопці, підемо, браття, за славу,

За Україну, за рівні права.

Йдуть до бою і співають,

І зі співом умирають.

Як на коней посідали,

«Ще не вмерла…» заспівали.

Наша сотня вже готова,

Від’їжджає до Кийова.

А в Києві злота брама,

А там висить синьо-жовта фана.

Досить незвичайний варіант був записаний в селі Лісок Львівської області. Фрагменти цього тексту, який виник в порівняно пізні роки (можливо, близько 1940) і присвяченого боротьбі українського народу проти радянської окупації України, в інших виконаннях невідомі:

Наша молодь вже готова,

Виїжджає до Кийова.

Хлопці, підемо, боротися будемо

За Україну, за рідний край.

Від Франківська аж до Львова,

А зі Львова до Кийова.

Ми ланцюг живий зробили,

Від Москви ся відділили.

Прапор високо підняли

І весело заспівали.

Україно, наша мати,

Ми прийшли тя визоляти.

Нас по тюрмах хоч саджали,

А державу нам віддали.

Подякуймо Богу нині,

Що живемо в Україні.

Є в нас мова солов’їна

Й Україна самостійна.